# Ильич (Северо-Казахстанская область)
Ильич (каз. Ильич) — село в Тайыншинском районе Северо-Казахстанской области Казахстана. Входит в состав Кировского сельского округа. Код КАТО — 596059400.

## История
Основано в марте 1954 года в ходе освоения целины.

## Население
В 1999 году население села составляло 780 человек (373 мужчины и 407 женщин). По данным переписи 2009 года в селе проживало 511 человек (246 мужчин и 265 женщин).